# Vestido Mondrian

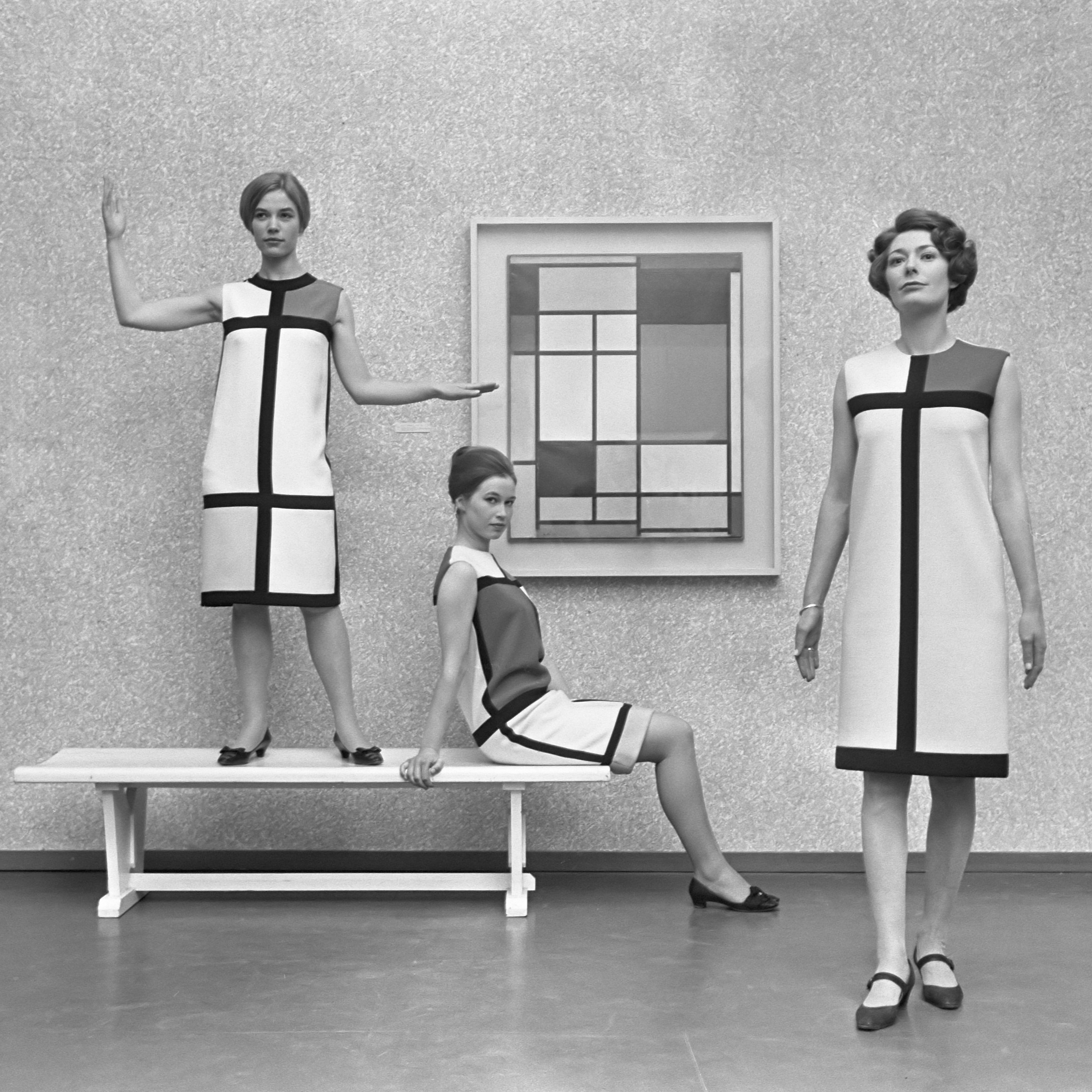
El vestido Mondrian de Yves Saint Laurent, en el centro (1966).

El vestido Mondrian es un vestido de cóctel corto y recto, creado por el modisto francés Yves Saint Laurent cuatro años después de la fundación de su propia casa de moda. La prenda muestra impresiones inspiradas en las obras abstractas del neerlandés Piet Mondrian, a cuyas líneas simples se remite. Se lo considera uno de los símbolos de la moda de los años 1960.

## Historia
Esta colección presentada dentro de la colección de alta costura otoño-invierno 1965, denominada «Homenaje a Mondrian», comprendía entonces diez vestidos, pero la historia solo recordará uno de los modelos como emblemático, cuyo original fue confeccionado por Azzedine Alaïa. Este modelo, retomando la forma del «vestido saco» de finales de los años 1950, es una creación en lana, de cuello redondo, sin mangas, corto hasta la rodilla y directamente inspirado en el cuadro de 1935 Composición C (Nº III) del pintor.
Publicada en la portada del número de septiembre de 1965 de la revista femenina Elle, así como en las portadas de las revistas Harper's Bazaar, y el Vogue francés, fotografiada por David Bailey, permanece como una de las creaciones más célebres del modisto. Esta última publicación en la revista francesa popularizó entonces el vestido, que fue ampliamente copiado. En 1978, Pierre Bergé e Yves Saint Laurent adquirieron el cuadro Composición con azul, rojo, amarillo y negro de Mondrian.
Estos vestidos fueron presentados por primera vez al público durante un desfile en la Exposición Universal de 1992 de Sevilla. El vestido principal fue presentado nuevamente durante el desfile retrospectivo organizado en 2002, fecha del cese de las actividades de alta costura de YSL, antes de ser reeditado.